# Osredak (Krupa na Uni)
Pour les articles homonymes, voir Osredak.
Osredak (en serbe cyrillique : Осредак) est un village de Bosnie-Herzégovine. Il est situé dans la municipalité de Krupa na Uni et dans la république serbe de Bosnie. Selon les premiers résultats du recensement bosnien de 2013, il compte 148 habitants.

## Histoire
Avant la guerre de Bosnie-Herzégovine, le village faisait partie de la municipalité de Bosanska Krupa ; à la suite des accords de Dayton, il a été rattaché à la municipalité nouvellement créée de Krupa na Uni, intégrée à la république serbe de Bosnie.

## Démographie

### Évolution historique de la population dans la localité
| 1948 | 1953 | 1961 | 1971 | 1981 | 1991 | 2013 |
| ---- | ---- | ---- | ---- | ---- | ---- | ---- |
| 355  | 359  | 360  | 364  | 333  | 267  | 148  |

|  |

### Répartition de la population par nationalités (1991)
En 1991, les 267 habitants du village étaient tous serbes.